# François Joffre
Pour les articles homonymes, voir Joffre (homonymie).
François Joffre est un docteur en droit du diocèse de Montpellier, feudiste et archiviste du XVIIe siècle. Auteur d'un inventaire des archives de la ville de Montpellier.

## L'Inventaire du greffe de la maison consulaire
Le premier tome est constitué d'un épais registre de 312 folios, conservé sous la cote II 10. Comme indiqué en sa première page, ce livre a été restauré en 1833, par l'archiviste de la ville de Montpellier, Desmares père. Dans les treize tomes d'Inventaires et Documents, le tome VI et les suivants VII, VIII et IX sont la reprise partielle par l'archiviste Maurice Oudot de Dainville de l'inventaire manuscrit de François Joffre rédigé en 1662.

### Galerie

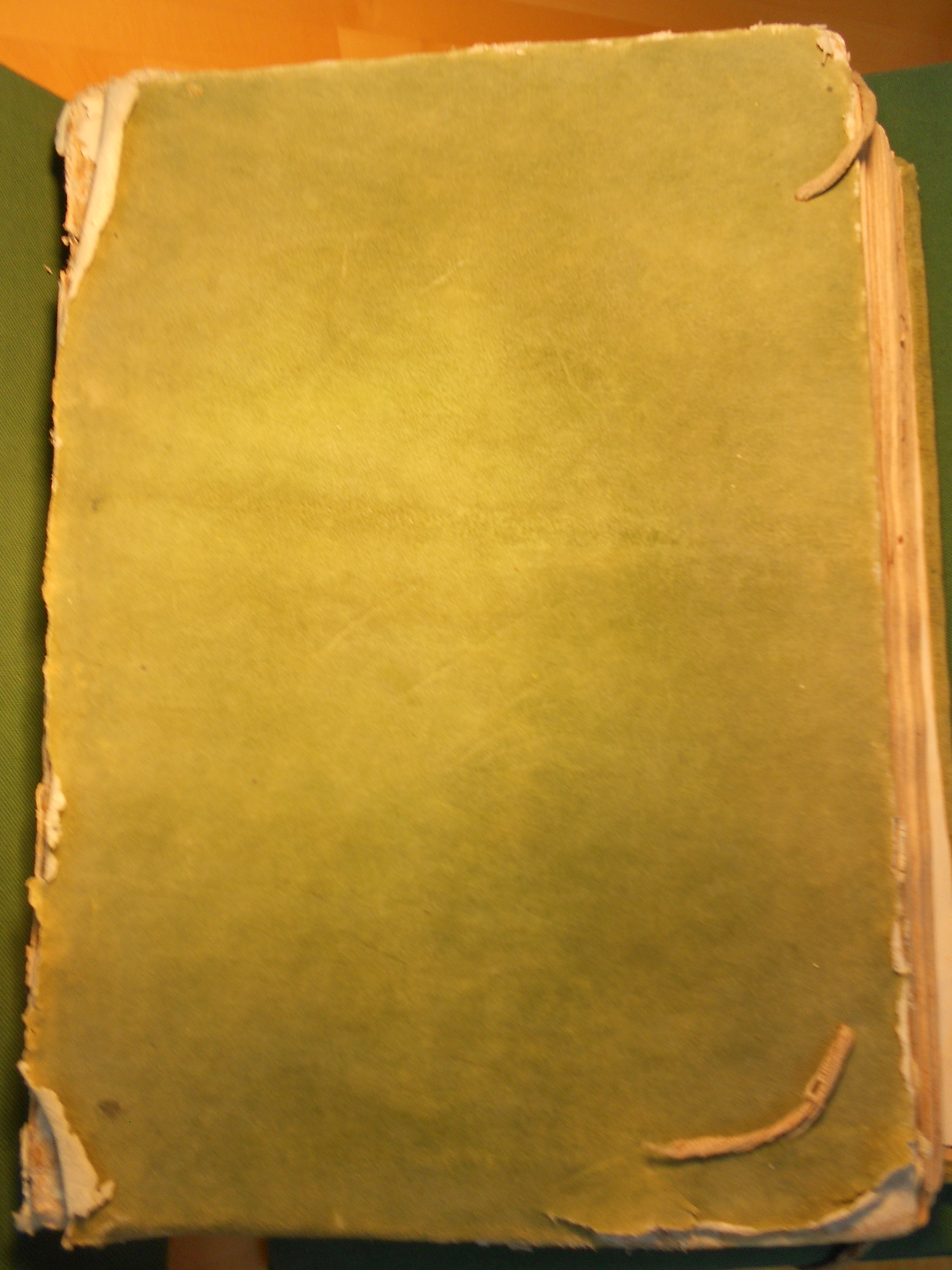
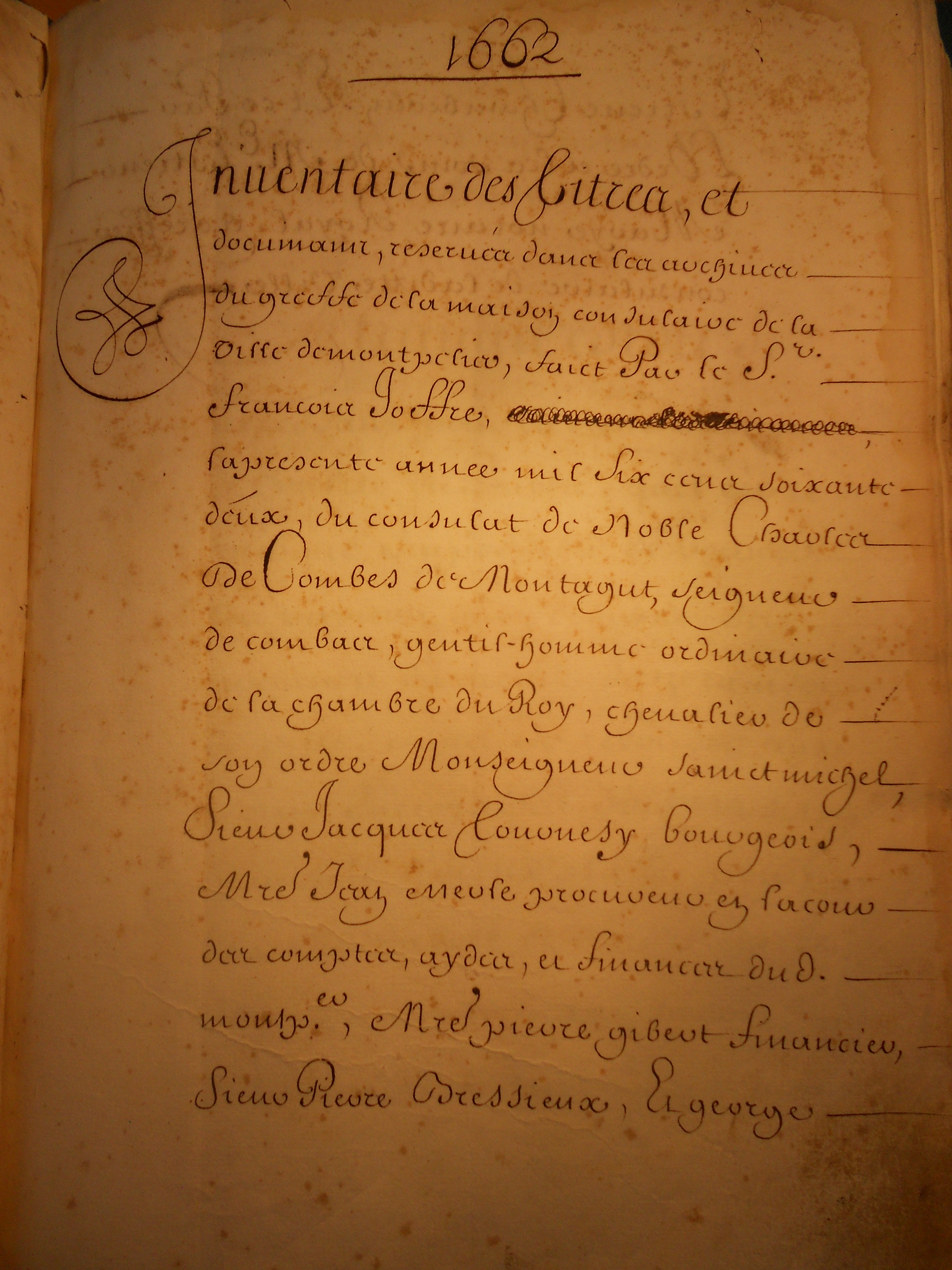
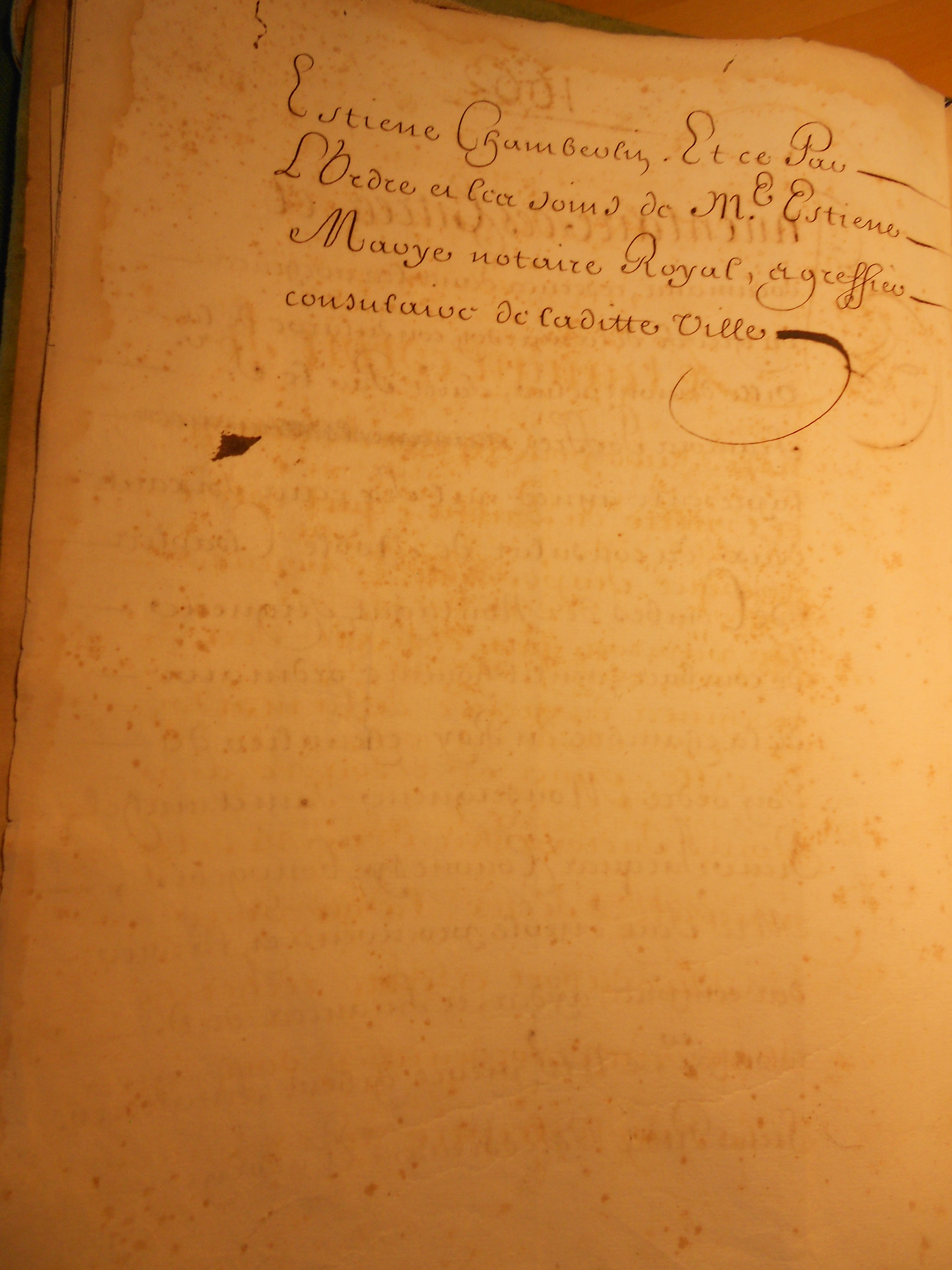
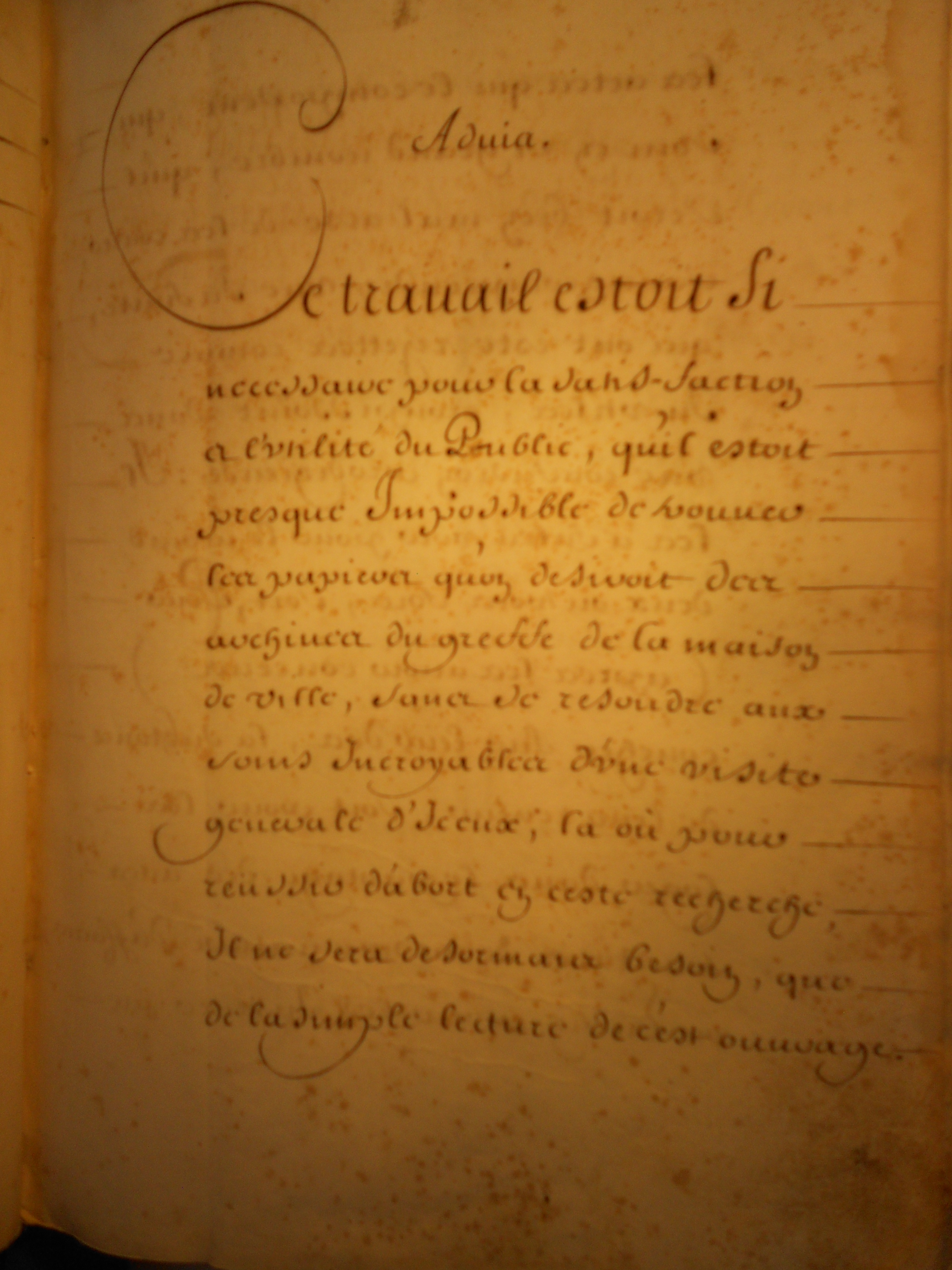
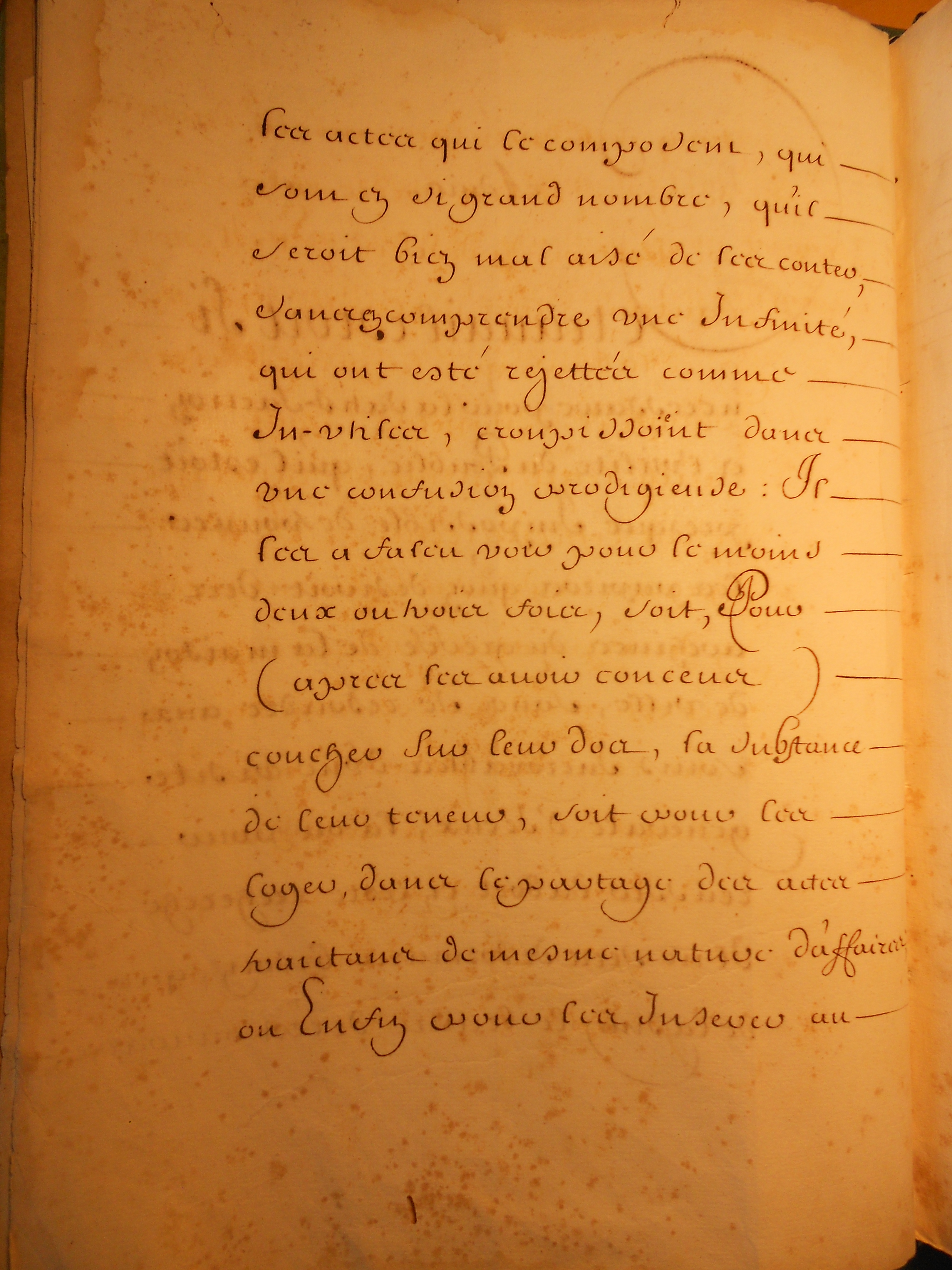
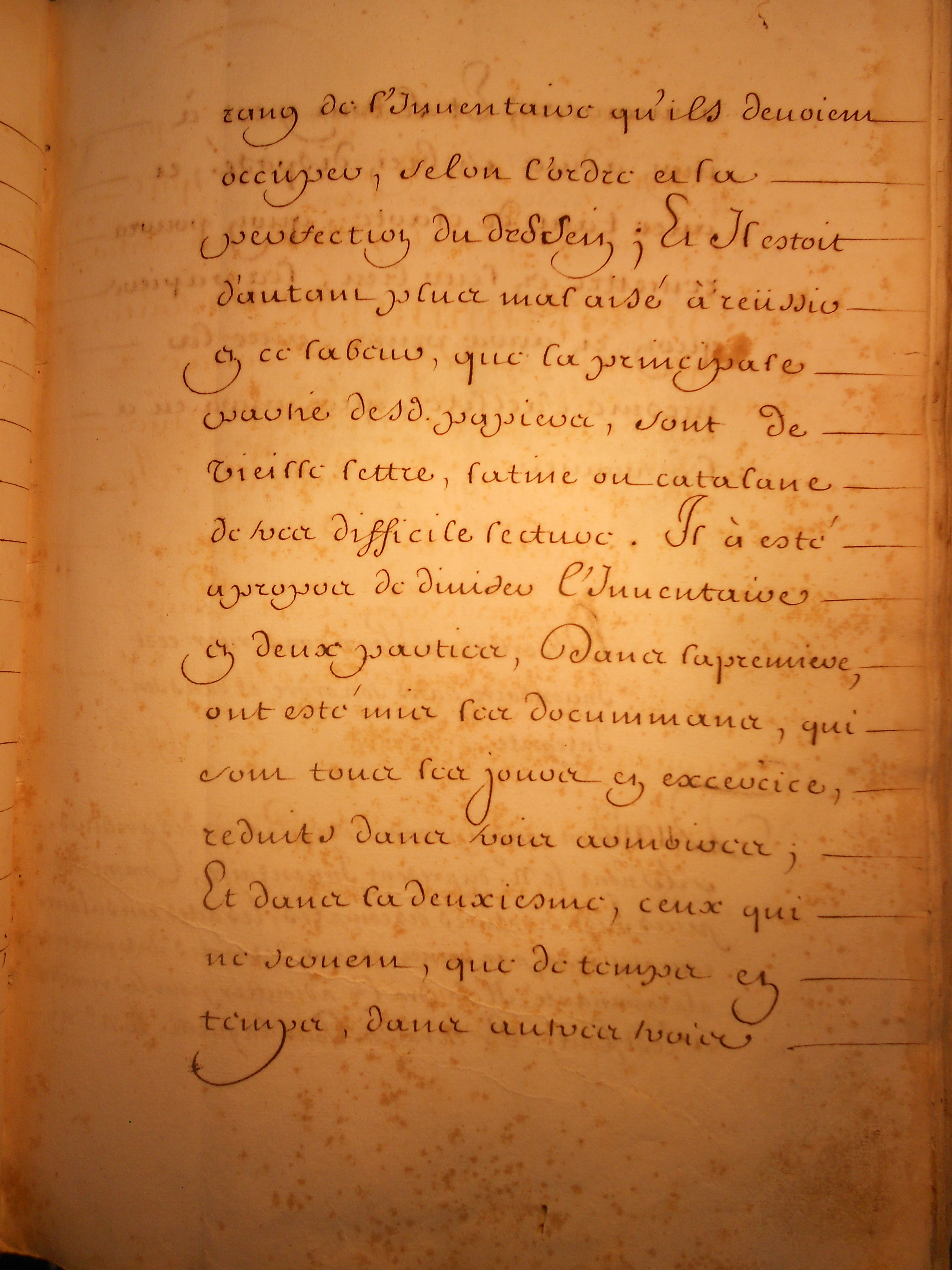
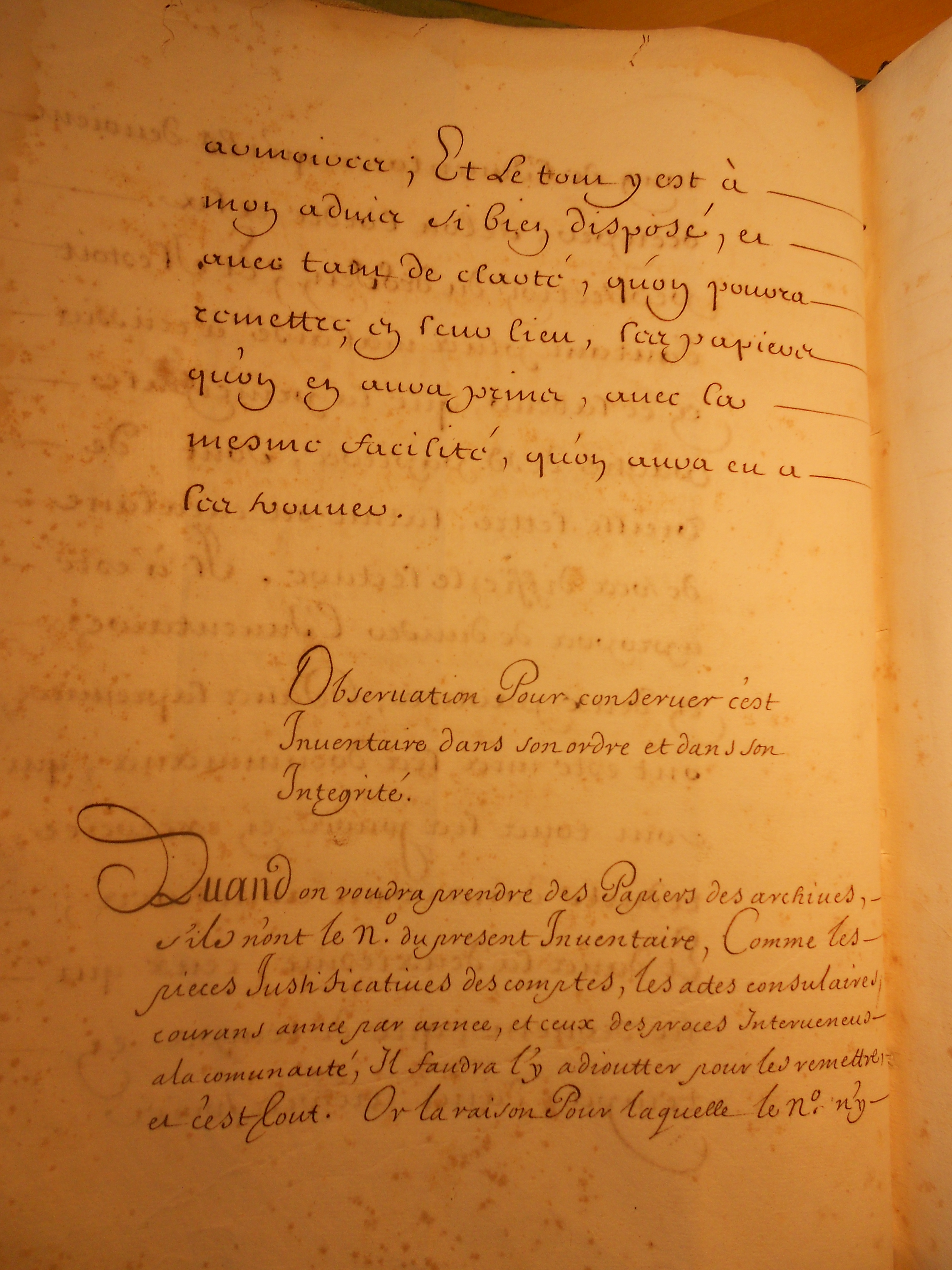
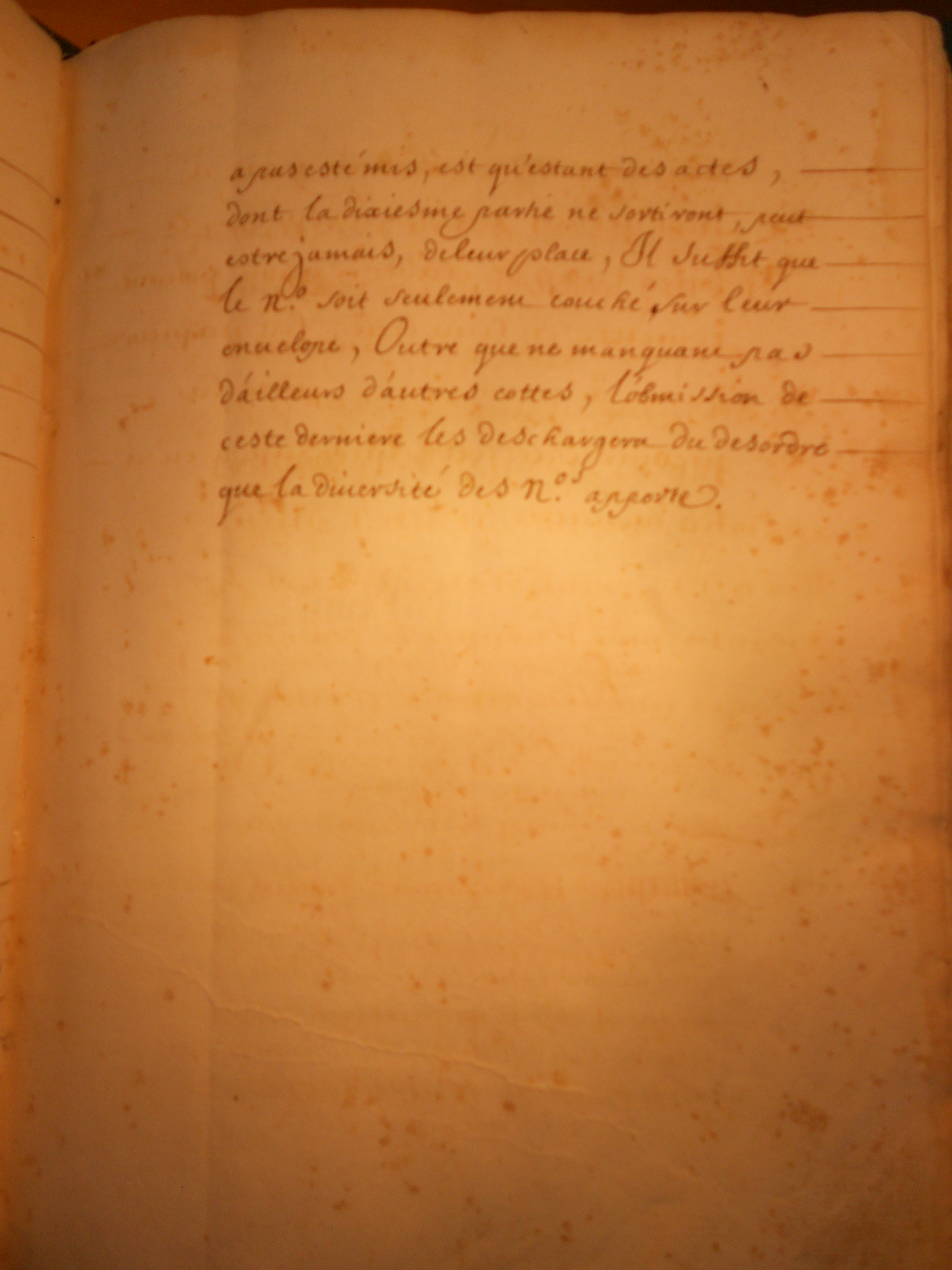
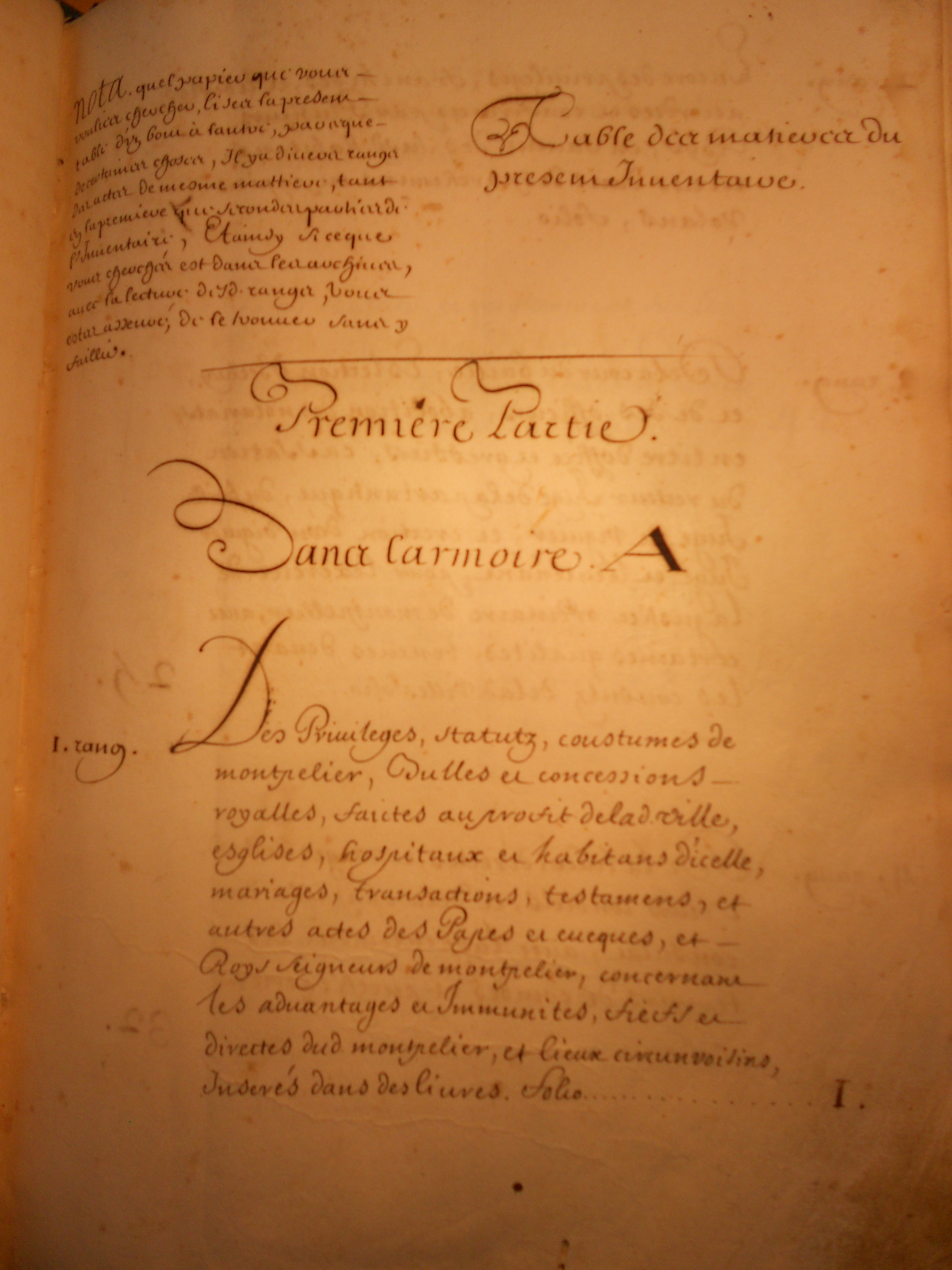
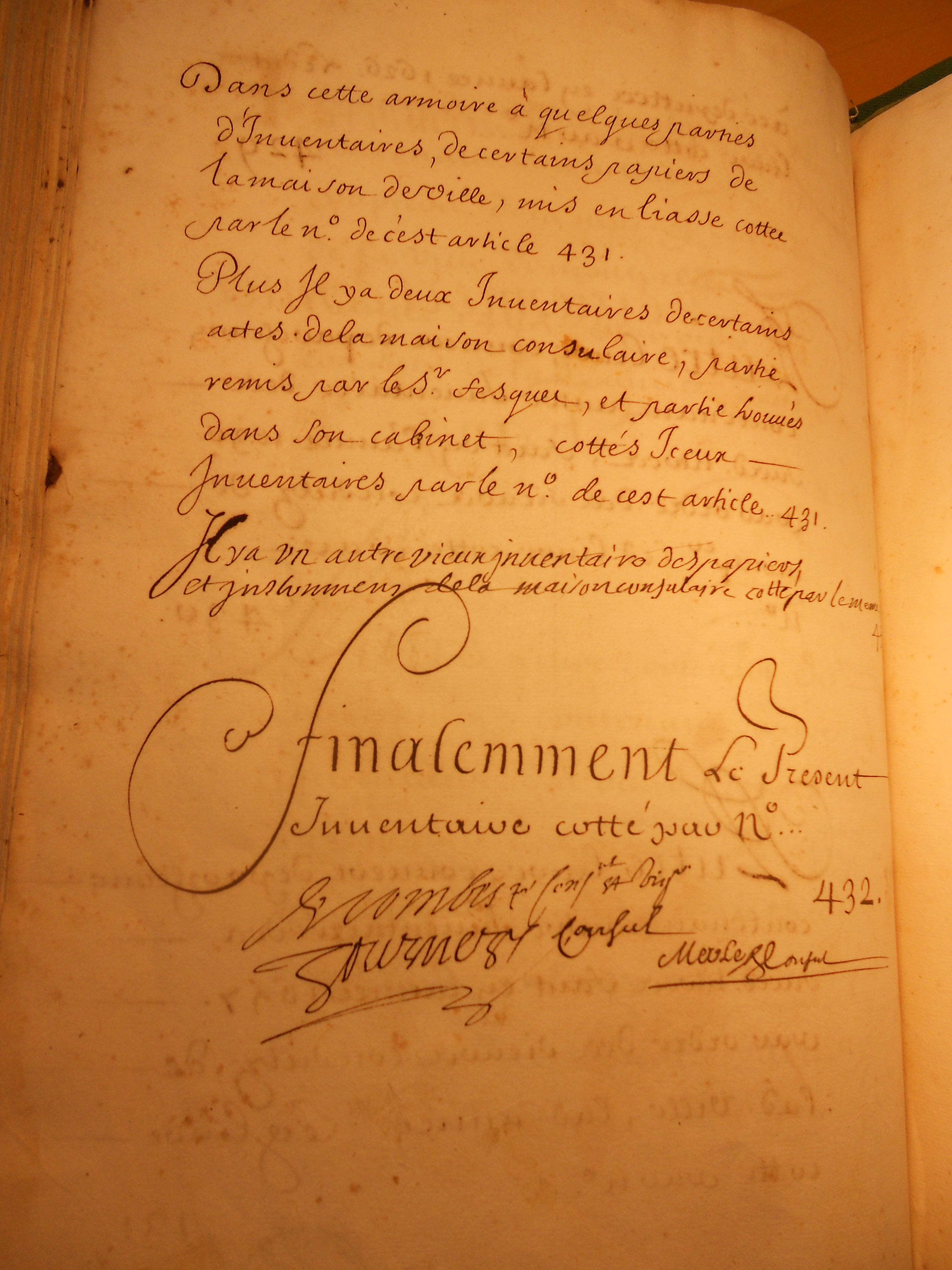
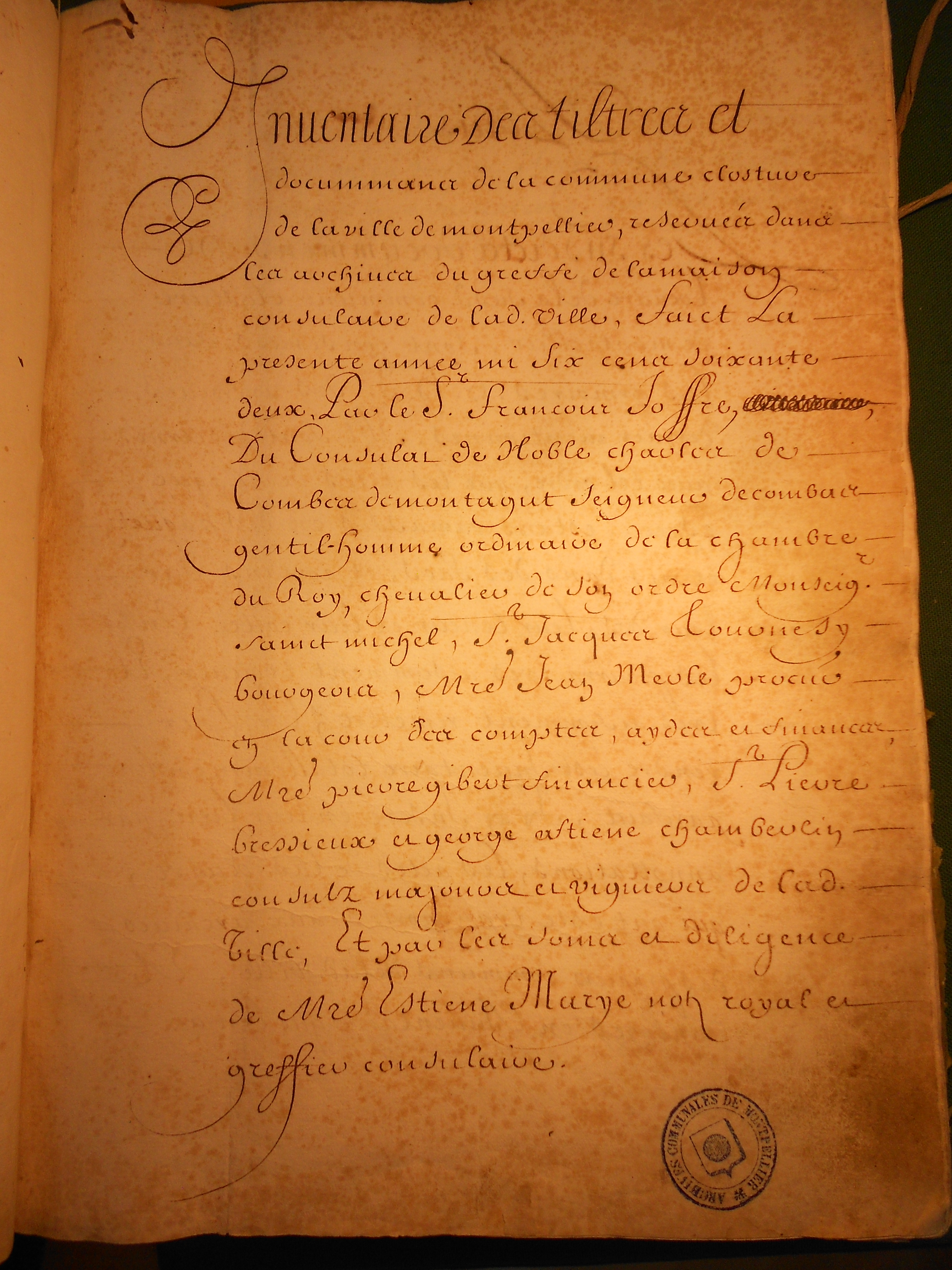
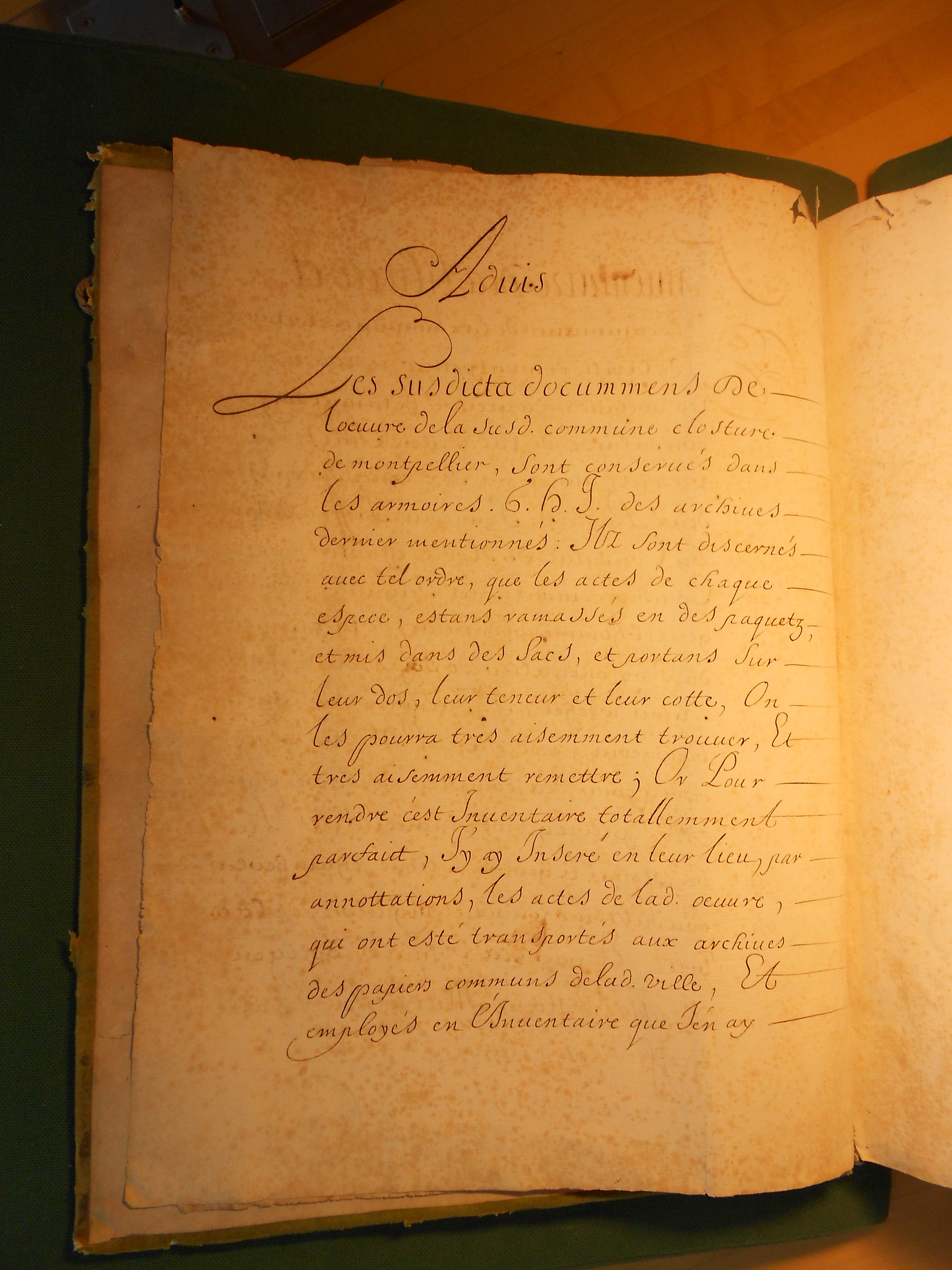

## Un agent de la mission Doat
C’est le cadre de la mission Doat - mandatée dans la seconde moitié du XVIIe siècle, par Jean-Baptiste Colbert, surintendant des Bâtiments du roi, pour copier les archives de la province du Languedoc ayant un intérêt pour la couronne de France - qu’intervient le notaire et feudiste François Joffre. Il est certainement précédé d’une solide réputation d’archiviste au vu de ses précédents travaux pour les consulats de Montpellier et de Lattes, ainsi que pour le Chapitre de l’Église Saint-Pierre de Montpellier. Son Inventaire du Greffe de la maison consulaire de Montpellier (1662-1663) est d’ailleurs l’un des plus anciens inventaires de France encore en usage.
Joffre est chargé en 1670 de rédiger l’inventaire des Archives de la sénéchaussée de Carcassonne. Il réalise trois volumes d’inventaires de 1670 à 1672, destinés à la confection du terrier général du royaume, envoyés ensuite à Paris et réunis à la Colbertine en trois dossiers représentant 1395 folios, reliés initialement en basane verte. Cet inventaire, par son contenu en lien avec le Languedoc, est intégré dès son enregistrement à la collection Doat et correspond aujourd’hui aux volumes 252, 253 et 254 de cette collection.
En 1703, il rédige l'inventaire des Archives du chapitre cathédral de Maguelone (ADH, G1791), continuation de l'inventaire de 1663.

## Ouvrages
- Inventaire du greffe de la maison consulaire, Montpellier, 1662 (Cotes II10 et II11, AM)

## Sources